# GFF (tidskrift)
GFF, tidigare Geologiska Föreningens i Stockholm förhandlingar, är en svensk vetenskaplig tidskrift som främst berör regional geologi och paleontologi. Tidningen utges av Geologiska Föreningen sedan 1871 och utkommer med fyra nummer per år. Det huvudsakliga språket är engelska.

## Redaktörer
- Alfred Elis Törnebohm 1871–1873
- Henrik Munthe (1860–1958) från 1911
- Gustaf Troedsson (1891–1954) 1941–1947
- Walter Larsson (1907–1996) 1948–1951
- Ragnar Sandegren (född 1887) 1952–1956
- Per H. Lundegårdh (1919–2000) 1957–1962
- Anders Martinsson (1930–1983) 1963–1966
- Sven Laufeld (1939–2023) 1967–1968
- Lars-König Königsson (1933–2001) 1969–1977
- Peter Bengtson (född 1945) 1978–1980
- Christina Franzén (1942–2023) 1981
- Bengt Lindqvist (född 1927) 1982
- Christina Franzén-Bengtson 1983–1986
- Björn Sundquist (född 1946) 1987–2001
- Joakim Mansfeld 2002–